# Tomáš Rosický
Tomáš Rosický [ˈtɔmaːʃ ˈrɔsitskiː] (* 4. Oktober 1980 in Prag) ist ein ehemaliger tschechischer Fußballspieler, der heute als Sportdirektor für seinen Heimatverein Sparta Prag tätig ist.

## Sportliche Laufbahn

### Vereinskarriere

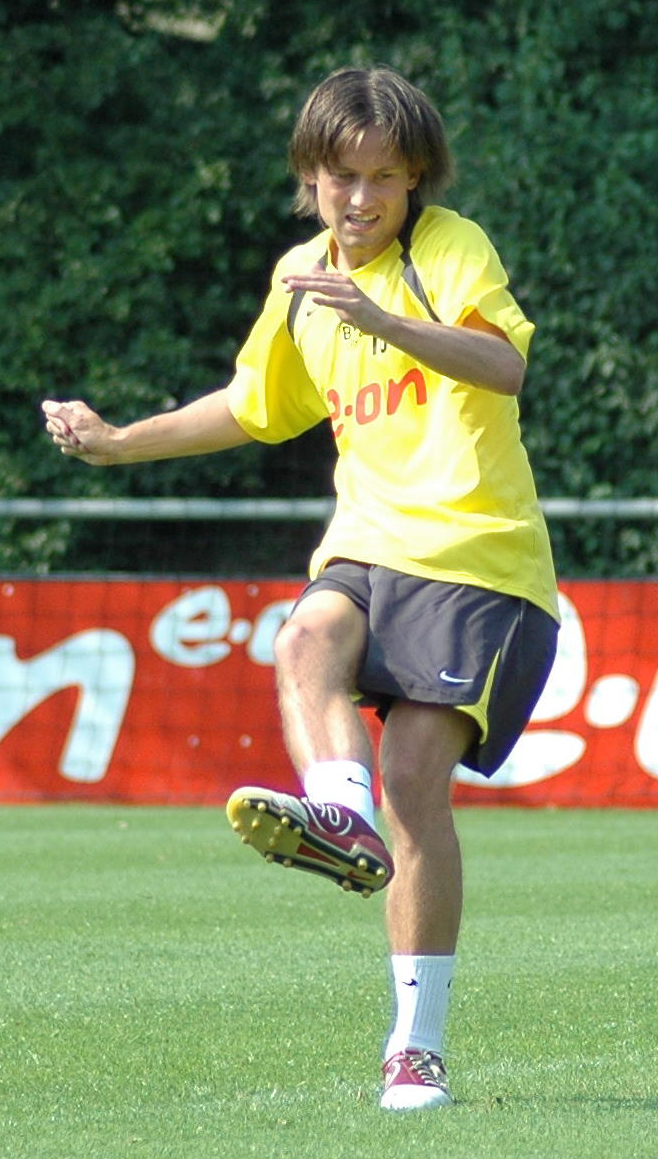
Rosický bei Borussia Dortmund (2006)

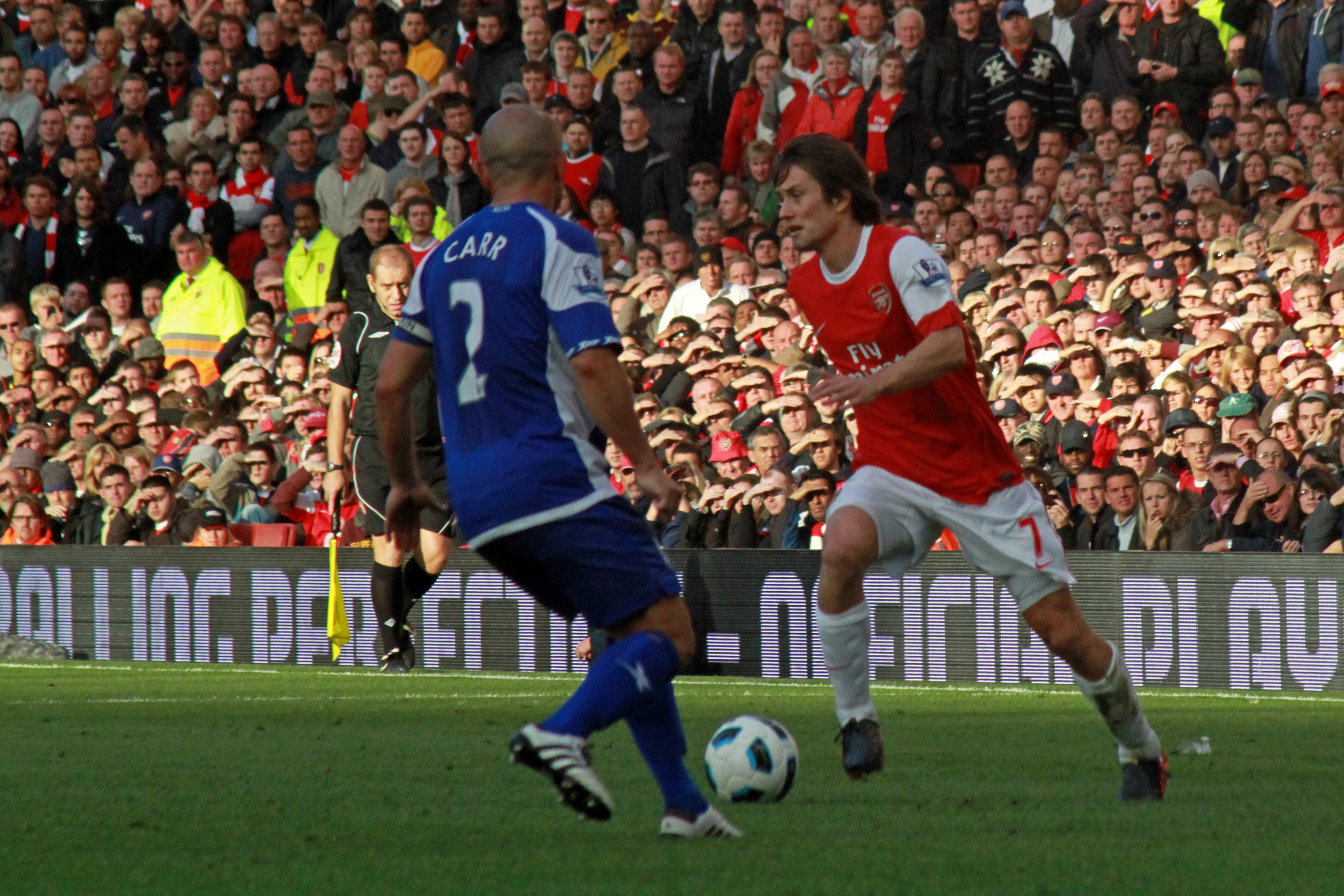
Rosický beim Spiel gegen Birmingham

Tomáš Rosický begann seine Laufbahn bei ČKD Kompresory Prag (heute FK Bohemians Prag) und wechselte als Achtjähriger zu Sparta Prag. Dort wurde er schon früh zum Erstligaspieler und gewann von 1999 bis 2001 dreimal die tschechische Meisterschaft.
Ab der Winterpause der Saison 2000/01 spielte Rosický für Borussia Dortmund, das sich den Spieler in Konkurrenz zum FC Bayern München mit der seinerzeitigen Bundesligarekordablöse von 14,5 Millionen Euro gesichert hatte. In der Folgesaison wurde er Deutscher Meister und zog mit dem BVB ins UEFA-Pokal-Finale ein, in dem er mit der Borussia gegen Feyenoord Rotterdam 2:3 unterlag. In der Saison 2004/05 konnte er nicht an die Form der letzten Jahre anknüpfen, da er mit Verletzungen zu kämpfen hatte und sein Verein sportlich und finanziell in eine Krise gestürzt war. Aufgrund der finanziellen Situation des BVB gab es Gerüchte um einen vorzeitigen Abschied Rosickýs.
In der Sommerpause 2006 wechselte Rosický zum englischen Champions-League-Finalisten FC Arsenal. Nach einer Verletzung Ende Januar 2008 verpasste er die restliche Spielzeit und die Europameisterschaft. Am 29. Dezember 2013 absolvierte Rosický sein 200. Spiel für Arsenal. Im Sommer 2016 kehrte Rosicky nach über 15 Jahren im Ausland zu seinem Jugendverein AC Sparta Prag zurück und kam noch einmal in 12 Erstligapartien zum Einsatz.
Am 20. Dezember 2017 beendete er seine Karriere. Sein Abschiedsspiel fand am 8. Juni 2018 in der Prager Generali Arena statt. Sein Team Tschechien mit Jan Koller, Petr Čech und anderen gewann 5:2 gegen ein Team Welt, bestehend aus Jens Lehmann, Robin van Persie und anderen ehemaligen Weggefährten.

### Auswahleinsätze
Das große Talent des tschechischen Fußballs durchlief die unterschiedlichsten Nachwuchsteams des Verbandes FAČR. Aufgrund seiner Klasse übersprang Rosický die U-21-Auswahl bereits nach zwei Partien im Jahr 1999. Sein Debüt in der tschechischen A-Nationalmannschaft gab er am 23. Februar 2000 in einem Spiel gegen Irland. Im gleichen Jahr wurde er auch zweimal bei der Europameisterschaft in Belgien und Holland eingesetzt. Sein erstes großes internationales Turnier als Stammspieler war die Europameisterschaft 2004 in Portugal, bei der seine Mannschaft das Halbfinale erreichte.
Auch bei der Weltmeisterschaft 2006 in Deutschland gehörte er zum Kader. Im ersten Gruppenspiel gegen die USA erzielte er zwei Tore. Nachdem Pavel Nedvěd seinen Rücktritt aus der Nationalmannschaft verkündet hatte, wurde Rosický zum neuen Mannschaftskapitän ernannt. An der Europameisterschaft 2008 in Österreich und der Schweiz konnte Rosický wegen seiner Verletzung nicht teilnehmen.
Obwohl er eine ganze Saison lang kein Erstligaspiel bestritten hatte und erst zum Saisonende verletzungsfrei ein paar Testspiele absolvieren konnte, wurde er mit 35 Jahren noch einmal für die Fußball-Europameisterschaft 2016 in Frankreich in das tschechische Aufgebot berufen. In den ersten beiden Partien gegen Spanien und gegen Kroatien war er Stammspieler, dann verletzte er sich erneut. Die Mannschaft hatte nur einen Punkt geholt und verlor auch das entscheidende dritte Spiel, was das EM-Aus bedeutete. Dies waren seine Länderspiele No. 104 und 105.

## Erfolge und Auszeichnungen

### Erfolge
Sparta Prag
- Tschechischer Meister: 1999, 2000, 2001

Borussia Dortmund
- Deutscher Meister: 2002
- UEFA-Pokal-Finalist: 2002

FC Arsenal
- FA-Cup-Sieger: 2014, 2015
- FA-Community-Shield-Sieger: 2014, 2015

### Auszeichnungen
- Tschechiens Fußballer des Jahres: 2001, 2002, 2006

## Saisonübersicht
| Verein            | Liga            | Saison          | Liga   | Liga | Nat. Pokal | Nat. Pokal | Europapokal | Europapokal | Andere | Andere | Gesamt | Gesamt |
| Verein            | Liga            | Saison          | Spiele | Tore | Spiele     | Tore       | Spiele      | Tore        | Spiele | Tore   | Spiele | Tore   |
| ----------------- | --------------- | --------------- | ------ | ---- | ---------- | ---------- | ----------- | ----------- | ------ | ------ | ------ | ------ |
| Sparta Prag       | Gambrinus Liga  | 1998/99         | 3      | 0    | –          | –          | –           | –           | –      | –      | 3      | 0      |
| Sparta Prag       | Gambrinus Liga  | 1999/00         | 24     | 5    | –          | –          | 12          | 2           | –      | –      | 36     | 7      |
| Sparta Prag       | Gambrinus Liga  | 2000/01         | 14     | 3    | –          | –          | 8           | 2           | –      | –      | 22     | 5      |
| Gesamt            | Gesamt          | Gesamt          | 41     | 8    | –          | –          | 20          | 4           | –      | –      | 61     | 12     |
| Borussia Dortmund | Bundesliga      | 2000/01         | 15     | 0    | –          | –          | –           | –           | –      | –      | 15     | 0      |
| Borussia Dortmund | Bundesliga      | 2001/02         | 30     | 5    | 1          | 0          | 16          | 1           | 1      | 0      | 49     | 6      |
| Borussia Dortmund | Bundesliga      | 2002/03         | 30     | 4    | 1          | 0          | 7           | 2           | 1      | 0      | 39     | 6      |
| Borussia Dortmund | Bundesliga      | 2003/04         | 19     | 2    | 1          | 0          | 4           | 0           | 3      | 1      | 27     | 3      |
| Borussia Dortmund | Bundesliga      | 2004/05         | 27     | 4    | 2          | 0          | –           | –           | –      | –      | 29     | 4      |
| Borussia Dortmund | Bundesliga      | 2005/06         | 28     | 5    | –          | –          | 2           | 0           | –      | –      | 30     | 5      |
| Gesamt            | Gesamt          | Gesamt          | 149    | 20   | 5          | 0          | 29          | 3           | 5      | 1      | 188    | 24     |
| FC Arsenal        | Premier League  | 2006/07         | 26     | 3    | 4          | 2          | 6           | 1           | 1      | 0      | 37     | 6      |
| FC Arsenal        | Premier League  | 2007/08         | 18     | 6    | 1          | 0          | 5           | 1           | 1      | 0      | 25     | 7      |
| FC Arsenal        | Premier League  | 2008/09         | 0      | 0    | –          | –          | –           | –           | –      | –      | 0      | 0      |
| FC Arsenal        | Premier League  | 2009/10         | 25     | 3    | –          | –          | 7           | 0           | 1      | 0      | 33     | 3      |
| FC Arsenal        | Premier League  | 2010/11         | 21     | 0    | 5          | 1          | 5           | 0           | 3      | 0      | 34     | 1      |
| FC Arsenal        | Premier League  | 2011/12         | 28     | 1    | 2          | 0          | 8           | 1           | –      | –      | 38     | 2      |
| FC Arsenal        | Premier League  | 2012/13         | 10     | 2    | 2          | 0          | 3           | 1           | 1      | 0      | 16     | 2      |
| FC Arsenal        | Premier League  | 2013/14         | 27     | 2    | 3          | 1          | 8           | 0           | 1      | 0      | 39     | 3      |
| FC Arsenal        | Premier League  | 2014/15         | 15     | 2    | 3          | 1          | 4           | 0           | 2      | 0      | 24     | 3      |
| FC Arsenal        | Premier League  | 2015/16         | 0      | 0    | 1          | 0          | –           | –           | –      | –      | 1      | 0      |
| Gesamt            | Gesamt          | Gesamt          | 170    | 19   | 21         | 5          | 46          | 4           | 10     | 0      | 247    | 28     |
| Sparta Prag       | Gambrinus Liga  | 2016/17         | 1      | 0    | –          | –          | –           | –           | –      | –      | –      | –      |
| Sparta Prag       | Gambrinus Liga  | 2017/18         | 11     | 1    | –          | –          | –           | –           | –      | –      | 1      | 0      |
| Gesamt            | Gesamt          | Gesamt          | 12     | 1    | –          | –          | –           | –           | –      | –      | 13     | 1      |
| Karriere Gesamt   | Karriere Gesamt | Karriere Gesamt | 372    | 48   | 26         | 5          | 95          | 11          | 15     | 1      | 509    | 65     |

## Privatleben
Seit 2006 ist Radka Rosická die Lebenspartnerin des Fußballspielers. Das Paar hat einen Sohn und ist seit dem 31. Mai 2014 verheiratet.